# Слоним
Слоним (блр. Слонім; рус. Слоним) град у западном делу Републике Белорусије и административни центар Слонимског рејона Гродњенске области.
Према процени из 2012. у граду је живело 48.795 становника.

## Географија
Слоним се налази у јужном делу Гродњенске области на око 195 км југозападно од главног града земље Минска, и на око 143 км југоисточно од града Гродна који је административни центар Гродњенске области. Град лежи на месту где се у реку Шчару улива њена притока Иса. Кроз град пролази железница која повезује градове Баранавиче и Вавкависк.

## Историја
Према резултатима археолошких постоје докази о постојању древног насеља на месту данашњег Слонима основаног још 1036. године. Први писани помен о насељу датира из периода Ипатевских летописа у којима се 1252. спомиње насеље Услоним или Вслоним. Топоним вероватно вуче порекло од старословенских речи које су означавала утврђење или својеврсну баријеру за непријатеље.
У другој половини XIII века Слоним постаје делом Велике Кнежевине Литваније. Магдебуршко право и статус полуаутономног трговачког града добија 1531. године.
Након треће поделе Пољско-литванске заједнице 1795. улази у састав Руске Империје и постаје средиштем истоимене губерније. Под руском управом град је био све до 1915. када је окупиран од стране Немачке. На основу одредаба мировног уговора из Риге 1921. постаје делом Пољске и у њеним границама остаје све до 1939. када је коначно ушао у састав Белорусије (у то време Белоруска ССР).
Пре почетка Другог светског рата и немачке окупације (која је трајала од 24. јуна 1941. до 10. јула 1944) у граду је живела значајнија популација јеврејског становништва. У граду и околини постојало је неколико синагога и јеврејских школа (једна од најстаријих је била Велика синагога саграђена 1642). Током окупације готово целокупна јеврејска популација је побијена и расељена од стране Нациста. Само у току једног дана 14. новембра 1941. Немци су на оближњем Петраличевском брду стрељали око 10.000 људи, од чега су 9.000 били Јевреји. До другог масовног стрељања дошло је током априла 1942. и тада је побијено око 8.000 људи. Готово све јеврејске грађевине су спаљене, а Велика Синагога која је преживела уништење данас је у срушеном стању.
Након завршетка рата град је био у саставу прво СССР, а потом од 1991. и Републике Белорусије.

## Становништво
Према процени, у граду је 2012. живело 48.795 становника.
| 1979.  | 1989.  | 1999.  | 2009.  | 2012.  |
| ------ | ------ | ------ | ------ | ------ |
| 36.659 | 45.741 | 45.741 | 48.970 | 48.795 |

## Међународна сарадња
Град Слоним има потписане уговоре о међународној сарадњи са следећим насељима и рејонима:
- Торжок (Русија)
- Нижњевартовск (Русија)
- Сергијев Посад (Русија)
- Гвардејски рејон Калињинградске области (Русија)
- рејон Северноје Тушино града Москве (Русија)
- Чеховице Дзједзице (Пољска)
- Александров Кујавски (Пољска)
- Теленештски рејон (Молдавија)
- Огре (Летонија)